# Рифтовые озёра
Рифтовые озёра — озёра, образовавшиеся на месте рифтовых разломов в континентальной земной коре.
Они часто встречаются в рифтовых долинах и могут быть очень глубокими. Рифтовые озера могут быть ограничены большими крутыми утесами вдоль краев разлома.

## Примеры рифтовых озёр
- Байкал, в Сибири
- Балатон, в Венгрии
- Мёртвое море, на границе Израиля, Палестины и Иордании, раздвижного бассейна, образованного вдоль Трансформации Мёртвого моря
- Эльсинор, в Эльсинорском жёлобе в Южной Калифорнии
- Хазар, в Турции
- плиоценовое рифтовое озеро в Айдахо
- Хувсгул, север Монголии
- палеогеновое рифтовое озеро в долине Лимань во Франции
- Локатонг, рифтовое озеро триасового периода в бассейне Ньюарка[1]
- Малави, часть Восточно-Африканского разлома
- Оркадский бассейн в северной Шотландии имел рифтовые озера, образовавшиеся в период среднего девона[2]
- Озера Рифт-Валли, восточная Африка
- Солтон-Си, в Южной Калифорнии
- Танганьика, часть Альбертинского рифта
- Восток в Антарктиде мог образоваться в рифтовой обстановке[3]
- Энгваллаватн, в Исландии